# Barockens skulptur

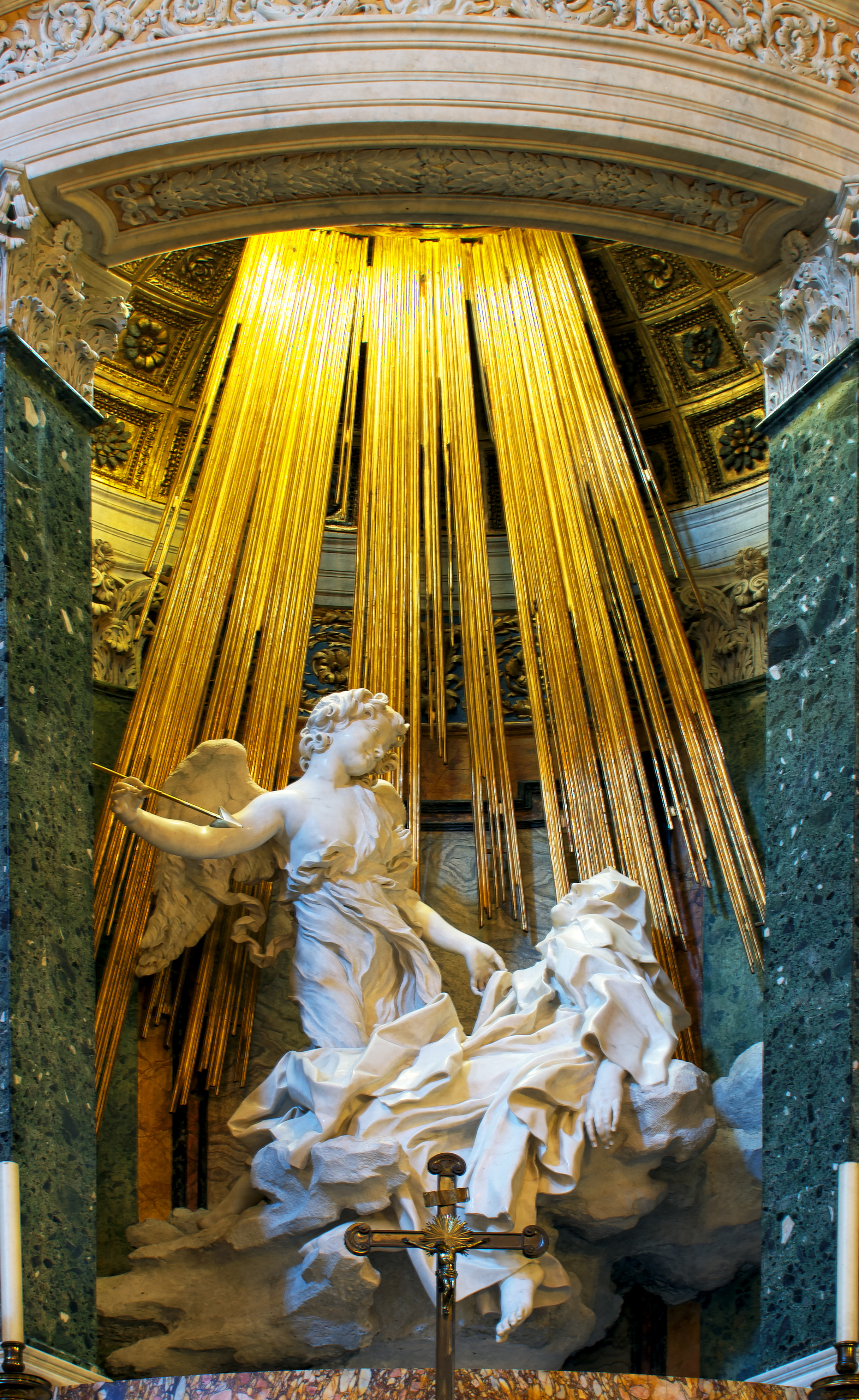
Giovanni Lorenzo Bernini – Den heliga Teresas extas. Santa Maria della Vittoria i Rom.

Barockens skulptur kännetecknas av dramatisk rörelse och energi. Skulptörerna fokuserar på det momentana, ögonblickliga, det överväldigande i skeendet.

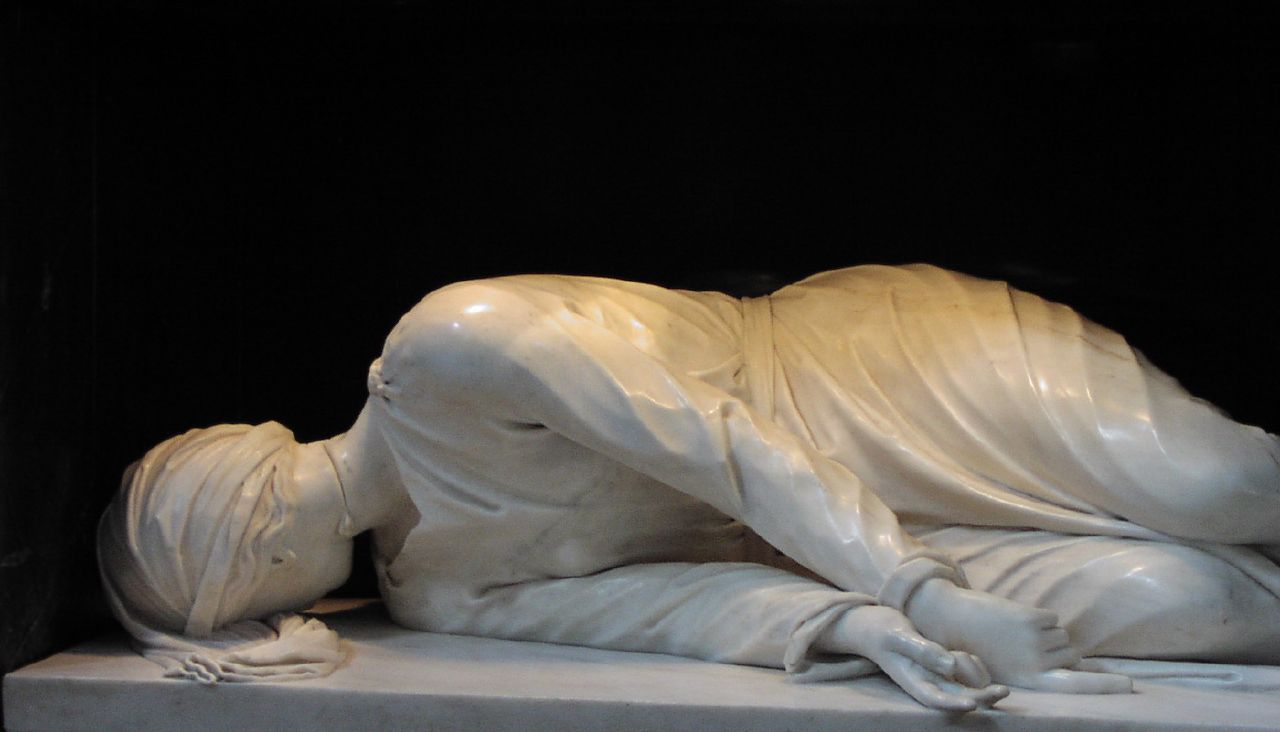
Stefano Maderno – Sankta Cecilia (1600). Santa Cecilia in Trastevere i Rom.

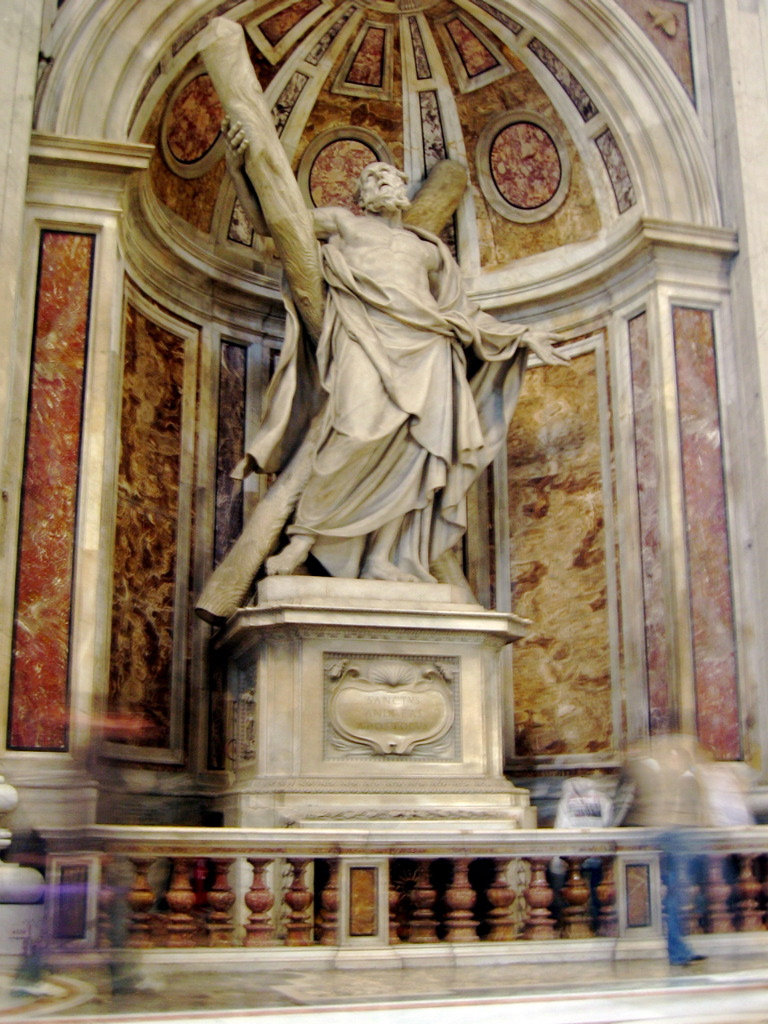
François Duquesnoy – Sankt Andreas (1629–1633). Peterskyrkan i Rom.

## Barockskulpturens födelse i Rom
Under slutet av 1500-talet och början av 1600-talet var skulpturkonsten i Rom tämligen oinspirerad. Skulptörerna hade fastnat i ett senmanieristiskt formspråk, vilket var svårt att ta sig ur. Även om skulpturer av bland andra Cristoforo Stati, Silla da Viggiù och Nicolas Cordier inte var utan kvaliteter, hade skulpturen hamnat i en själlös formalism.
Nyorienteringen inom den romerska skulpturen inleddes omkring år 1600 av Stefano Maderno. 1599 hade den romerska jungfrumartyren Sankta Cecilias väl bevarade kropp påträffats i en romersk katakomb. Maderno skulpterade helgonet precis som hon låg då man gjorde upptäckten. I helgonets nacke kan man se spåren från svärdshugget som ändade hennes liv. Med Sankta Cecilia av Maderno revitaliserades den romerska skulpturkonsten genom en betoning av naturalism parad med elegans.

## Barockskulptörer

### Rom
- Alessandro Algardi
- Francesco Aprile
- Francesco Baratta
- Giovanni Lorenzo Bernini
- Andrea Bolgi
- Pietro Bracci
- Melchiorre Caffà
- Francesco Cavallini
- François Duquesnoy
- Ercole Ferrata
- Domenico Guidi
- Pierre Legros den yngre
- Michele Maglia
- Giovanni Battista Maini
- Giovanni Antonio Mari
- Lorenzo Ottoni
- Antonio Raggi
- Filippo della Valle

### Tjeckien
- Matthias Bernhard Braun

### Frankrike
- François Girardon
- Pierre Puget
- Antoine Coysevox

### Spanien
- Alonso Cano
- Gregorio Fernández
- Juan Martínez Montañés

### Tyskland
- Egid Quirin Asam